# Salix skvortzovii
Salix skvortzovii là một loài thực vật có hoa trong họ Liễu. Loài này được Y.L. Chang & Y.L. Chou miêu tả khoa học đầu tiên năm 1955.